# Horti Spei Veteris
Gli Horti Spei Veteris, successivamente denominati Horti Variani, erano un'area del colle Esquilino appartenente, nella suddivisione augustea, alla Regio V Esquiliae, della quale costituivano la propaggine sudorientale.

## Storia urbanistica

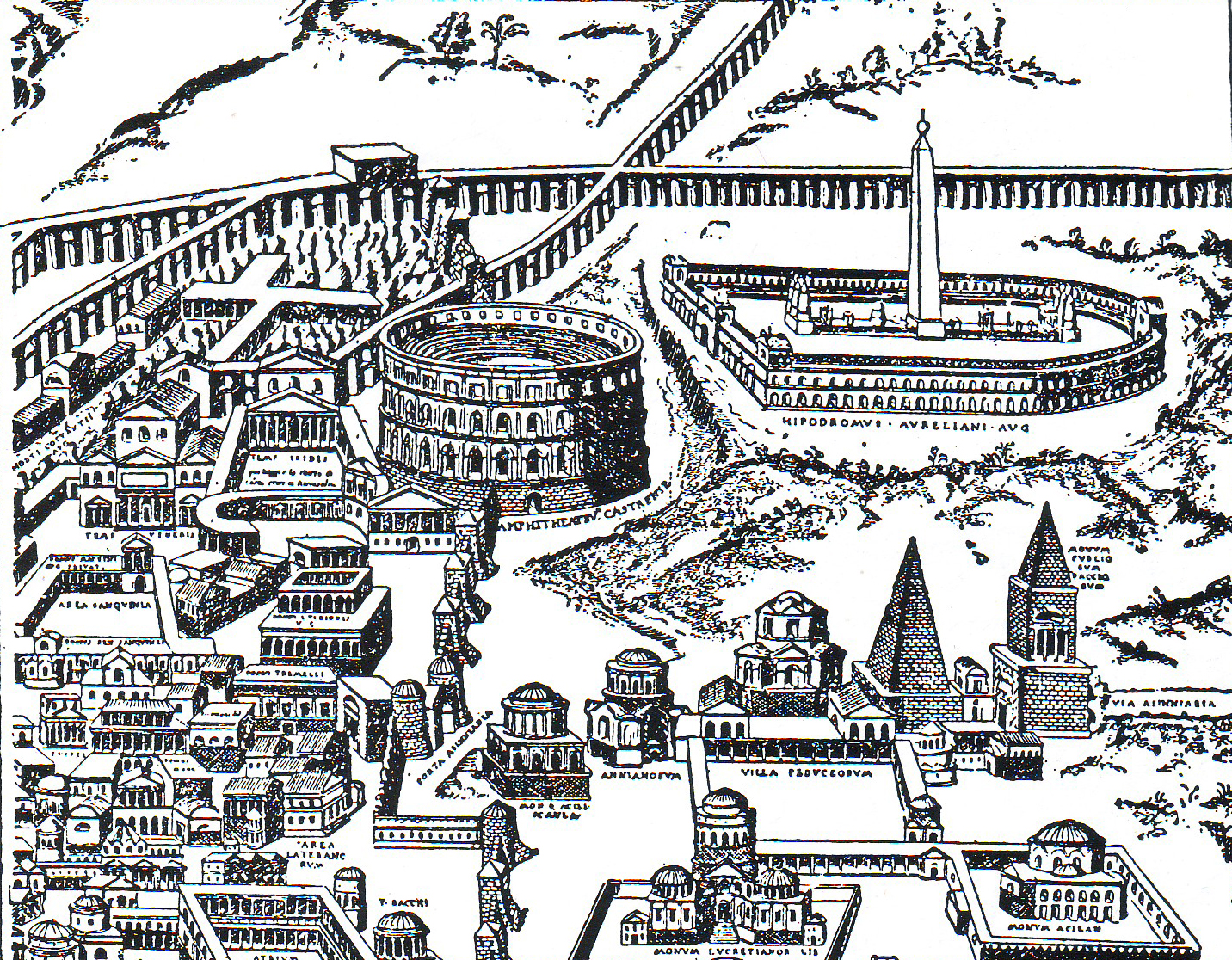
Veduta degli Horti Variani da Pirro Ligorio, Antiquae Urbis Imago, 1551.

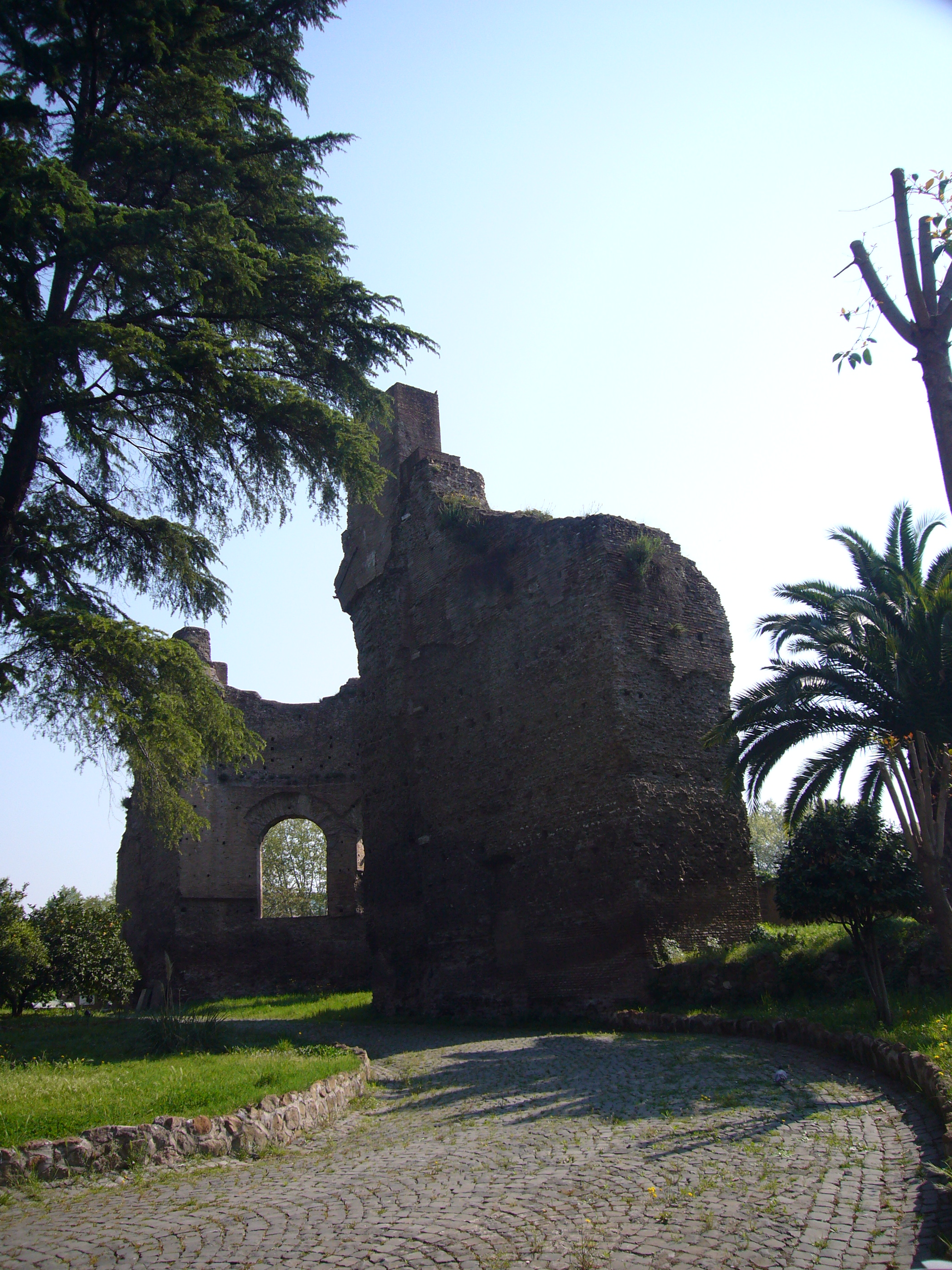
L'abside superstite della basilica del Sessorium.

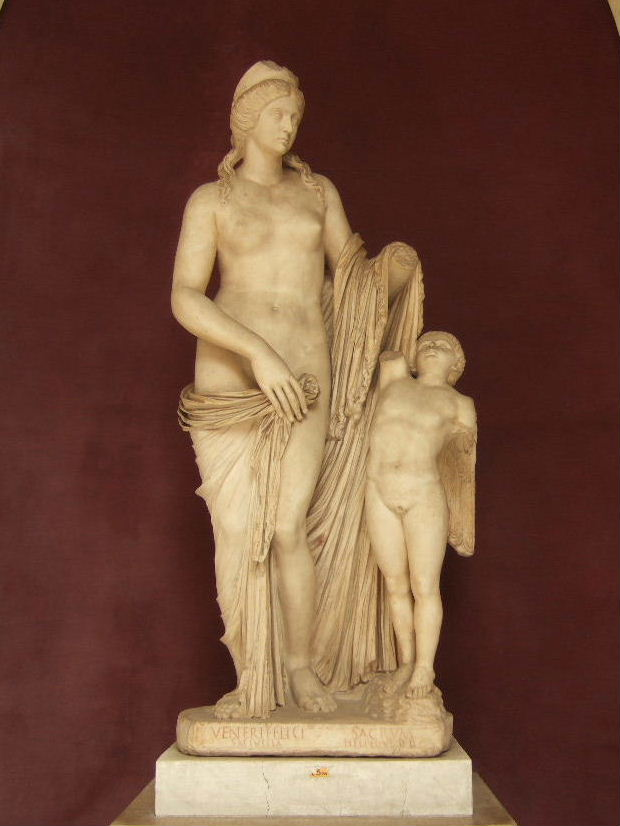
Il gruppo Venere e Cupido proveniente dal Sessorium oggi ai Musei Vaticani.

Era denominata ad spem veterem la località presso la Porta Prenestina (oggi Porta Maggiore) dove si biforcavano la Via Labicana e la Via Prenestina. Il toponimo derivava da un tempio repubblicano alla dea Spes (Speranza) edificato nel 477 a.C. dopo la vittoria sui Veienti alla battaglia del Cremera. La qualifica Vetus serviva a distinguere questo tempio da quello costruito nel III sec. a.C. nel Foro Olitorio, al tempo della prima guerra punica.
La zona era suburbana, ma assai prossima al Foro e ben fornita d'acqua in virtù del fatto che lì convergevano ben otto degli undici acquedotti di Roma: pertanto verso la metà del I sec. a.C. essa divenne una zona residenziale di pregio, caratteristica che si accentuò man mano che la città diventava più affollata e rumorosa, e che è documentata dai resti di varie domus riportate alla luce, e databili fino al IV secolo.
Gli Horti Spei Veteris vennero inclusi nel demanio imperiale da Settimio Severo, che edificò la prima residenza imperiale nella zona. La successiva denominazione di Horti Variani si deve all'estensione del demanio imperiale sui vicini terreni appartenenti a Sesto Vario Marcello, padre del futuro imperatore Elagabalo. Già Caracalla, comunque, negli Horti Variani aveva impiantato il suo circo; Elagabalo diede la forma finale alla villa, progettata (come era stato per il progetto della Domus Aurea neroniana) come una vastissima villa suburbana articolata in diversi nuclei edilizi e paesaggistici, con in più il circo (poi replicato da Massenzio nella sua villa sulla via Appia), e già al suo tempo denominata Sessorium.
Elagabalo moriva nel 222. La villa restò nel demanio imperiale, ma il suo assetto venne profondamente alterato dal disordine dei tempi (tra la morte di Elagabalo e l'ascesa al trono di Aureliano si susseguirono una dozzina di imperatori) e dalla costruzione, tra il 271 e il 275, delle Mura aureliane, che ne interruppero la vasta continuità, tagliando fuori, ad esempio, il Circo Variano, e inglobando nella loro cinta l'Anfiteatro Castrense.
Nel 330 Costantino inaugurò a Bisanzio la sua nuova capitale, Costantinopoli. A Roma rimaneva a rappresentarlo la madre, Elena Augusta. L'inizio del IV secolo segna così l'ultima fase di espansione del sito, che diventa vero e proprio palazzo imperiale, e il polo (anche per la vicinanza con il Laterano) della riorganizzazione cristiana di Roma. Risale a questo periodo la costruzione della basilica civile destinata a funzioni di rappresentanza (che fu a lungo considerata Tempio di Venere e Cupidine), la trasformazione di un atrio degli Horti Variani in luogo di culto (da cui si sarebbe poi sviluppata la basilica di Santa Croce in Gerusalemme), la ricostruzione delle preesistenti terme pubbliche (rinominate per ciò Terme Eleniane), e la creazione, a ridosso dell'acquedotto, di una zona residenziale destinata a membri della corte (le cosiddette domus costantiniane scavate tra il 1996 e il 2008).
Con la fine dell'impero la zona, divenuta assolutamente periferica, attraversò secoli di spopolamento; attorno al complesso basilica-convento di Santa Croce, i ruderi delle costruzioni minori finirono interrati o sopraffatti da vigne o da incolti, come si vede nella pianta del Bufalini del 1551.

## Emergenze archeologiche
- il Circo Variano e l'Obelisco di Antinoo;
- l'Anfiteatro Castrense e le Terme Eleniane
- l'aula del Sessorium (cosiddetto tempio di Venere e Cupido) e la basilica costantiniana (poi Santa Croce in Gerusalemme)
- la domus di via Eleniana e le domus costantiniane